# Cow Creek (Belize)
Cow Creek ist ein Ort im Distrikt Stann Creek District von Belize. Im Jahr 2000 hatte der Ort 61 Einwohner.

## Geographie
Der Ort liegt am Ostrand der Maya Mountains am Mountain Cow Creek und North Stann Creek. Südlich des Ortes erstreckt sich der Mayflower Bocawina National Park und das Sittee River Forest Reserve.
Die nächstgelegenen Orte sind Steadfast Community und Alta Vista im Norden und Pomona im Nordosten. Im Süden steigt das hügelige Gelände beim Baboon Hill (⊙) bis auf 378 m an.

## Wirtschaft
Die Menschen in der Umgebung von Cow Creek (im Stann Creek Valley) leben vor allem von der Plantagenwirtschaft und dem Anbau von Zitrusfrüchten.

### Verkehr
Bei Alta Vista gibt es einen Anschluss an den Hummingbird Highway, der im Nordwesten über Armenia nach Belmopan führt.
Von 1908 bis 1937 gab es mit der Stann Creek Railway auch eine Bahnlinie, die von Dangriga bis Middlesex verlief. Die nächste Bahnstation war in Alta Vista.